# 條口穴
條口穴是属于足陽明胃經的腧穴。

## 定位
犢鼻穴下8寸，距脛骨前緣一橫指。

## 主治
肩臂不得舉、下肢冷痛、脘腹疼痛、轉筋等。

## 操作
直刺1～1.5寸，可灸。